# Hindustan Aeronautics
Hindustan Aeronautics Limited (HAL) ist eines der wichtigsten Luft- und Raumfahrtunternehmen des indischen Verteidigungsministeriums. Sein Sitz befindet sich in der indischen Stadt Bengaluru. Die Hauptbereiche des Unternehmens liegen in der Herstellung von Flugzeugen, Luft- und Raumfahrttechnik sowie Kommunikations- und Navigationsausrüstung.

## Geschichte
Das Unternehmen wurde 1940 von Walchand Hirachand mit dem Namen Hindustan Aircraft gegründet, um Flugzeuge zu produzieren; das Vorhaben wurde vom Königreich Mysore unterstützt, insbesondere von Mirza Ismail. Die britische Regierung erwarb im April 1941 ein Drittel der Aktien, in dem Glauben an eine strategische Notwendigkeit. Im April 1942 erwarb es den gesamten Aktienbestand von Walchand Hirachand sowie weiteren Teilhabern, mit der Folge frei handeln zu können, falls Japan während des Zweiten Weltkrieges angreifen sollte. Letztlich weigerte sich das Königreich Mysore seine Teilhabe zu verkaufen, gab jedoch das Management an die britische Regierung ab. Somit wurde das Unternehmen zwei Jahre nach seiner Gründung verstaatlicht.
Es stellte das erste Militärflugzeug in Südasien her und betätigt sich zurzeit mit der Entwicklung, Herstellung und dem Zusammenbau von Flugzeugen, Düsentriebwerken, Hubschraubern und ihren Komponenten. Das Unternehmen besitzt Standorte in ganz Indien, unter anderem in Nashik, Korwa, Kanpur, Koraput, Lakhnau und Hyderabad. Der deutsche Ingenieur Kurt Tank entwickelte den Jagdbomber HF-24 Marut, das erste vollständig in Indien entwickelte und gebaute Flugzeug.
Hindustan Aeronautics besitzt eine lange Geschichte von Zusammenarbeiten mit internationalen und einheimischen Luftfahrtunternehmen wie Suchoi, Israel Aerospace Industries, Mikojan-Gurewitsch, BAE Systems, Dassault Aviation, Dornier-Werke, der Aeronautical Development Agency und der Indian Space Research Organisation.
Im Juli 2006 trat HAL einem Joint-Venture mit Samtel, einem Hersteller von elektronischen Bildschirmsystemen bei. Dieser soll digitale Flugzeuginstrumente für HAL entwickeln und produzieren. Dies ist die erste staatlich-private Partnerschaft in dem Gebiet von militärischer Avionik. Die Verträge über umgerechnet 2,8 Mrd. Euro wurden im Geschäftsjahr 2005–06 abgezeichnet.

## Produkte

### Eigenentwicklungen
- HT-2
- HPT-32 Deepak
- HUL-26 Pushpak
- HAOP-27 Krishak
- HA-31 Basant
- HJT-16 Kiran – Mk1, Mk1A und Mk2
- HF-24 Marut – Mk1 und Mk1T
- Lakshya – Unbemanntes Flugzeug
- LCA Tejas – Leichtes Kampfflugzeug
- Dhruv – Leichter Hubschrauber
- Light Combat Helicopter
- HJT-36 – Jet-Trainer
- Saras – Ein leichtes Mehrzwecktransportflugzeug, entwickelt in Zusammenarbeit mit NAL.
- FGFA – Gemeinsame Entwicklung mit Suchoi eines Kampfflugzeugs der fünften Generation.
- MCA – In Entwicklung befindlicher erster indischer Stealth-Fighter.

### Lizenzprodukte
- Mikojan-Gurewitsch MiG-21
- Mikojan-Gurewitsch MiG-27 – M-Version
- SEPECAT Jaguar – IS-, IB-, IM-Versionen
- HAL Ajeet – Verbesserte Ausführung der Folland Gnat
- Aerospatiale Alouette III – HAL Chetak-, Chetan-Versionen[1]
- SA 315 Lama – HAL Cheetah-, Lancer-, Cheetal-Versionen
- Dornier 228
- HAL HS 748 Avro
- Suchoi Su-30MKI
- BAe Systems Hawk Mk 132 Advanced Jet Trainer – Zeitlich begrenzte Produktion von 42 Flugzeugen

### Galerie

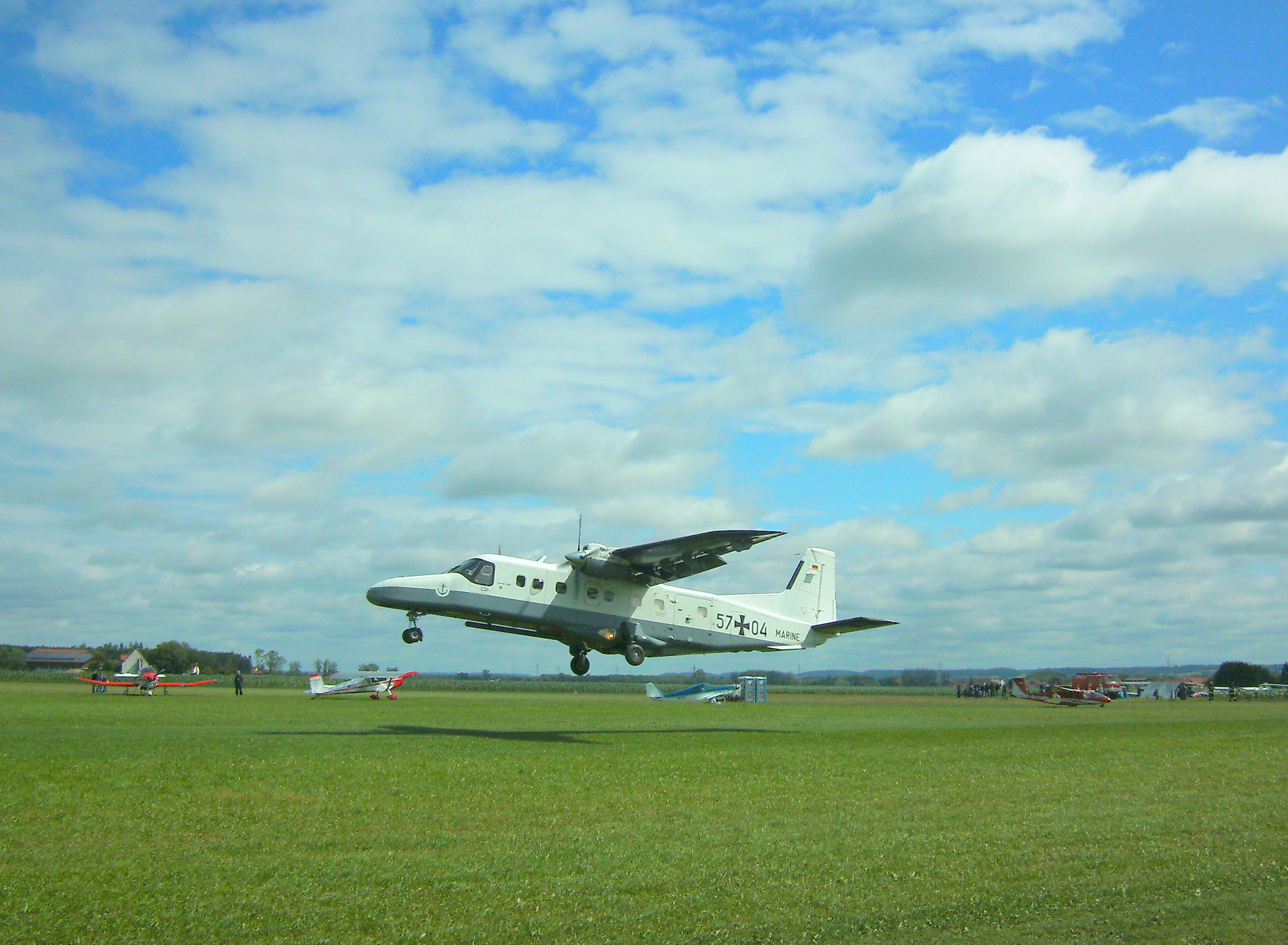
Dornier 228-Lizenzbau
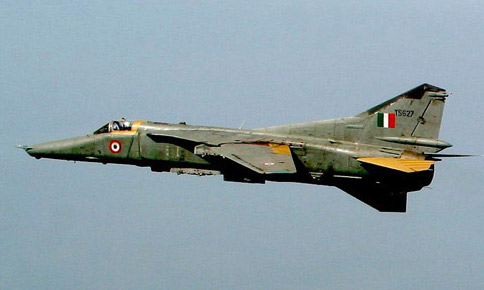
MiG-27-Lizenzbau
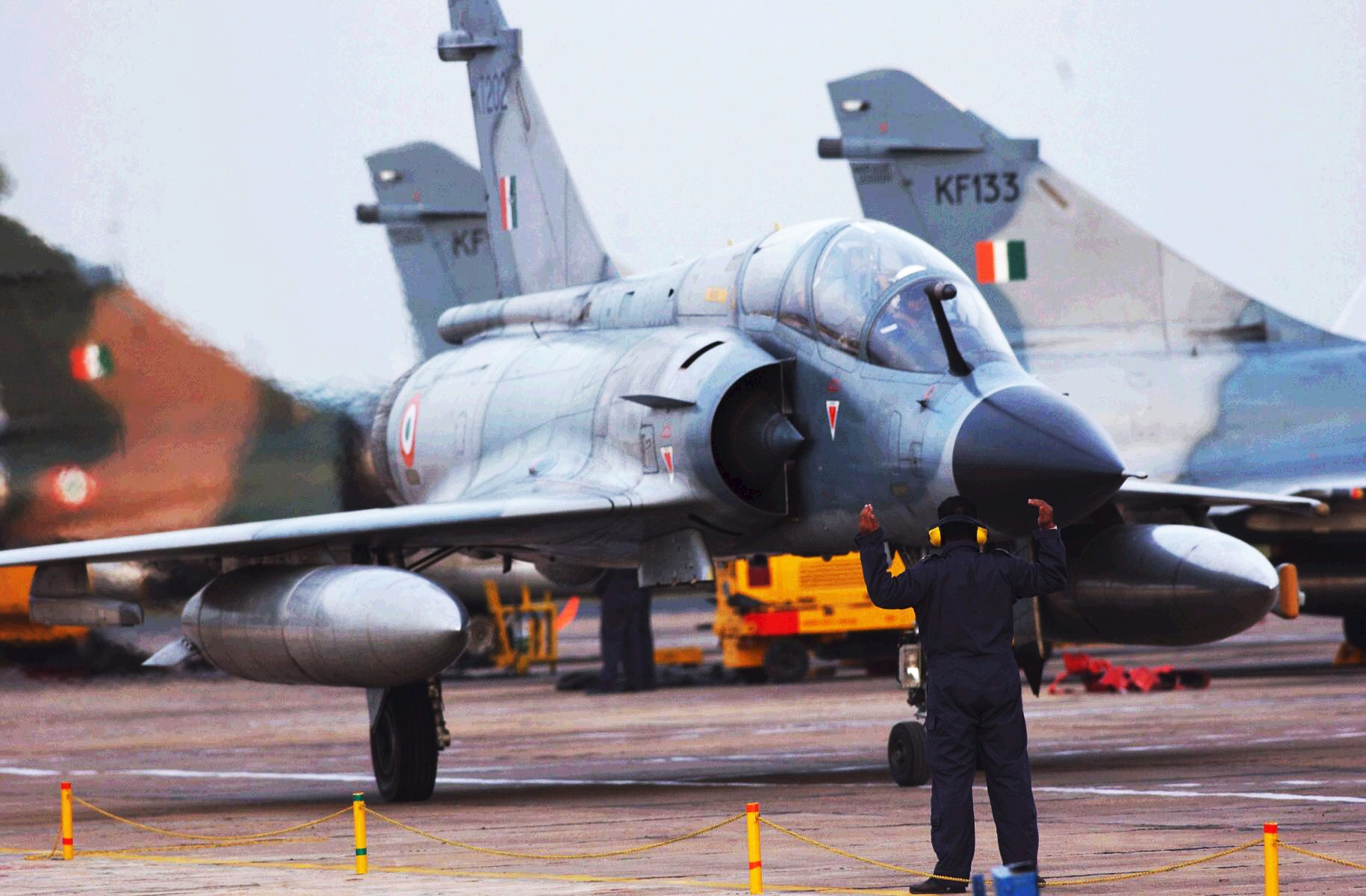
Mirage 2000, durch HAL überholt
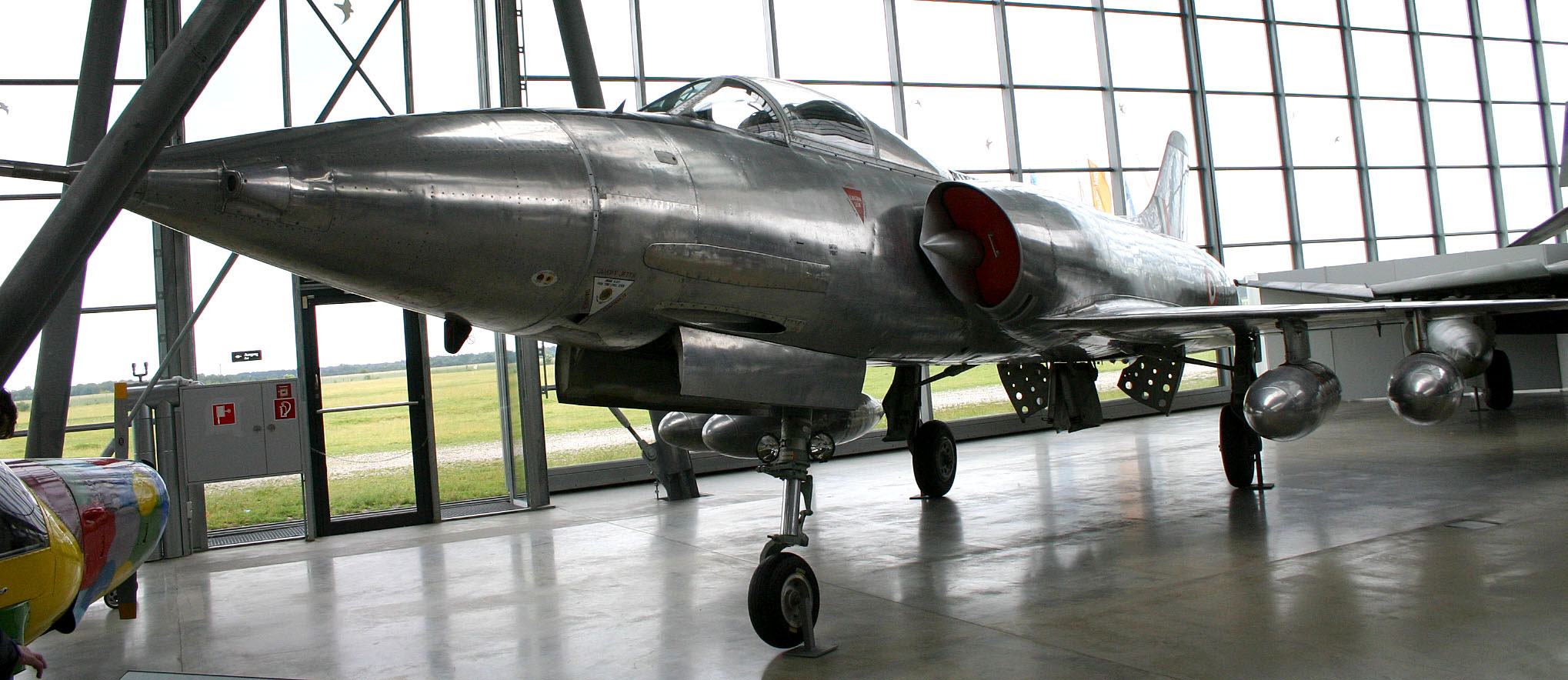
HAL HF 24 Marut